# 헬릭스 (드라마)
헬릭스(Helix)는 2014년부터 방영된 SF 스릴러 드라마이다.